# Erynnia tortricis
Erynnia tortricis là một loài ruồi trong họ Tachinidae.